# Claude de Laval de Bois-Dauphin
Claude de Laval de Bois-Dauphin, seigneur de Teligny, maître d'hôtel du dauphin, fils de François Ier, est un religieux français, archevêque d'Embrun.

## Biographie
Fils de Jean de Laval-Bois-Dauphin, et de Renée de Saint-Mars, il fut marié avec Claude de la Jaille, veuve de Guy de Laval-Lezay, seigneur de Lezay, de laquelle il n'eut point d'enfants. Il embrassa, après la mort de Claude de la Jaille, l'état ecclésiastique ; fut nommé à l'archevêché d'Embrun en 1554, par le roi Henri II, et mourut avant d'avoir pris possession et sans avoir été sacré.

## Source partielle
- L'art de vérifier les dates